# اتحادیه فوتبال امارات متحده عربی
فدراسیون فوتبال امارات متحده عربی (به عربی:الاتحاد الاماراتی لکرة القدم) سازمان حاکم بر فوتبال در امارات متحده عربی است.

## مسابقات داخلی
- لیگ برتر امارات (لیگ خلیج عربی)
- لیگ دسته ۱ امارات
- لیگ دسته ۲ امارات
- سوپر جام امارات
- جام ریاست جمهوری امارات
- جام اتصالات امارات

## تیم‌های ملی
- تیم ملی فوتبال امارات متحده عربی
- تیم ملی فوتبال زیر ۲۰ سال امارات متحده عربی
- تیم ملی فوتبال زیر ۱۷ سال امارات متحده عربی